# Lijst van beschermd erfgoed in Vloesberg
Onderstaande tabel geeft een overzicht van de beschermde erfgoederen in de gemeente Vloesberg. Het beschermd erfgoed maakt deel uit van het cultureel erfgoed in België.
| Object                                                                         | Bouwjaar/architect | Deelgemeente | Adres           | Coördinaten                   | Nummer?                | Afbeelding                            |
| ------------------------------------------------------------------------------ | ------------------ | ------------ | --------------- | ----------------------------- | ---------------------- | ------------------------------------- |
| Sint-Lucaskerk                                                                 |                    | Vloesberg    | Markt           | 50° 44' 14" NB, 3° 44' 19" OL | 51019-CLT-0001-01 Info | Sint-Lucaskerk                        |
| Sint-Annakapel                                                                 |                    | Vloesberg    | Sint-Annastraat | 50° 45' 30" NB, 3° 43' 57" OL | 51019-CLT-0004-01 Info | Sint-Annakapel                        |
| Site van Queneau: gebied van bijzondere waarde                                 |                    | Vloesberg    |                 | 50° 45' 12" NB, 3° 42' 15" OL | 51019-CLT-0005-01 Info |                                       |
| Bosgebied van Besoche                                                          |                    | Vloesberg    |                 | 50° 46' 28" NB, 3° 41' 59" OL | 51019-CLT-0006-01 Info |                                       |
| Percelen "Pottelbergbos" te "D'Hoppe"                                          |                    | Vloesberg    |                 | 50° 46' 5" NB, 3° 42' 28" OL  | 51019-CLT-0007-01 Info | Percelen "Pottelbergbos" te "D'Hoppe" |
| Bospercelen genaamd "D'Hoppe" en "Rhodesberg", instelling van beschermingszone |                    | Vloesberg    |                 | 50° 46' 0" NB, 3° 42' 34" OL  | 51019-CLT-0008-01 Info |                                       |